# Biamarae Leten
Biamarae Leten („Unter“-Biamarae, auch Bausae) ist ein osttimoresischer Ort in der Aldeia Biamaraen (Suco Hataz, Verwaltungsamt Atabae, Gemeinde Bobonaro). Er liegt in einer Meereshöhe von 84 m. Das Dorf befindet sich an der Straße am Westufer des Flusses Nunutura (Nunura). Nordwestlich liegt der Nachbarort Arlaeben und südwestlich das Dorf Biamaraen.